# Conrad Wilhelm Hase

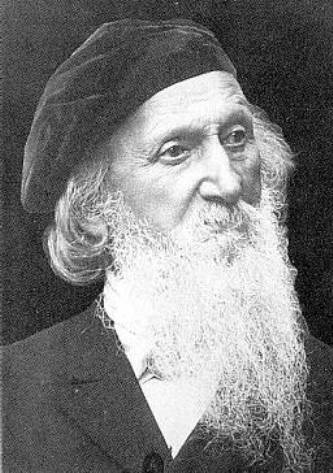
Conrad Wilhelm Hase (1898)

Conrad Wilhelm Hase (* 2. Oktober 1818 in Einbeck; † 28. März 1902 in Hannover) war ein deutscher Architekt und Hochschullehrer. Er gilt als einer der bedeutendsten Vertreter der Neugotik des 19. Jahrhunderts.
Hase war königlich-hannoverscher Baurat, ab 1863 Konsistorialbaumeister der Hannoverschen Landeskirche, ab 1849 Lehrer und ab 1878 Professor der Baukunst am Polytechnikum in Hannover und Gründer der Hannoverschen Architekturschule, Mitglied der Königlich Preußischen Akademie der Künste in Berlin, Mitglied der Akademie der bildenden Künste in Wien, Ehrenmitglied der Akademie der schönen Künste in Stockholm sowie Ehrenbürger der Städte Einbeck und Hildesheim. Sein Engagement für den Erhalt und die Pflege historischer Bausubstanz machte ihn zum Vorreiter der Denkmalpflege im norddeutschen Raum und darüber hinaus.

## Leben

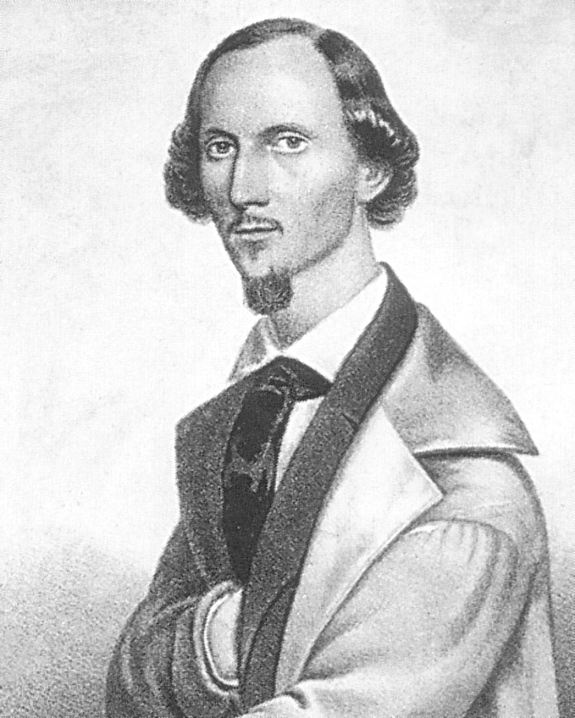
Hase um 1845

Hase verbrachte seine Kindheit und Jugend als zehntes Kind eines Steuereinnehmers in Einbeck, ehe er Ende 1834 mit dem Studium der Architektur und Baukunst in Hannover begann. Nach Beendigung des Architekturstudiums fand er zunächst keine Anstellung und kehrte im Frühjahr 1838 in seine Geburtsstadt Einbeck zurück, wo er seinem Vater bei Steuerangelegenheiten half. Auf Rat seines Architekturlehrers Ernst Ebeling (1804–1851) absolvierte Hase eine zweijährige Maurerlehre, die er im Frühjahr 1840 mit der Gesellenprüfung erfolgreich abschloss. Ausbilder war der Baumeister Christoph August Gersting. Auf einer halbjährigen Wanderschaft von Hannover über Kassel, Marburg, Frankfurt am Main, Wiesbaden, Mainz, Worms, Speyer, Heidelberg, Karlsruhe, Stuttgart, Ulm, Augsburg nach München konnte Hase verschiedene Baustile studieren. Dabei festigte sich seine Vorliebe für die Baukunst der Gotik. Ein Stipendium der Stadt Einbeck ermöglichte Hase Ende 1840 ein Studium an der Münchener Kunstakademie.
Im Frühjahr 1842 kehrte Hase nach Hannover zurück und fand zunächst Arbeit als Maurer und Bauführer bei seinem ehemaligen Lehrmeister. Im Februar 1843 nahm Hase die Tätigkeit eines Bauführers im Staatsdienst der Königlich Hannoverschen Eisenbahndirektion an, wo er den Bau der Bahnhöfe in Celle, Lehrte und Wunstorf konzipierte und leitete. Im Juni 1848 wandte sich Hase mit der Restaurierung der Klosterkirche in Loccum dem Sakralbau zu.
Im Dezember 1849 übernahm Hase eine Vertretungsstelle am Polytechnikum Hannover. Zwei Jahre später wurde er offiziell als Architekturlehrer benannt und war einer der Gründer des Architekten- und Ingenieur-Vereins zu Hannover, der durch die von ihm herausgegebenen Publikationen wesentlich zur Verbreitung der Ideen der Hannoverschen Architekturschule beitrug. Verschiedene Privataufträge und die erfolgreiche Beteiligung am ersten freien Architekturwettbewerb in Hannover festigten Hases Ruf als Architekt.
1860/61 baute Hase für sich und seine Familie ein repräsentatives Wohnhaus an der Josephstraße (heute Otto-Brenner-Straße) in Hannover, die „Hasenburg“. Es wurde im Zweiten Weltkrieg zerstört.

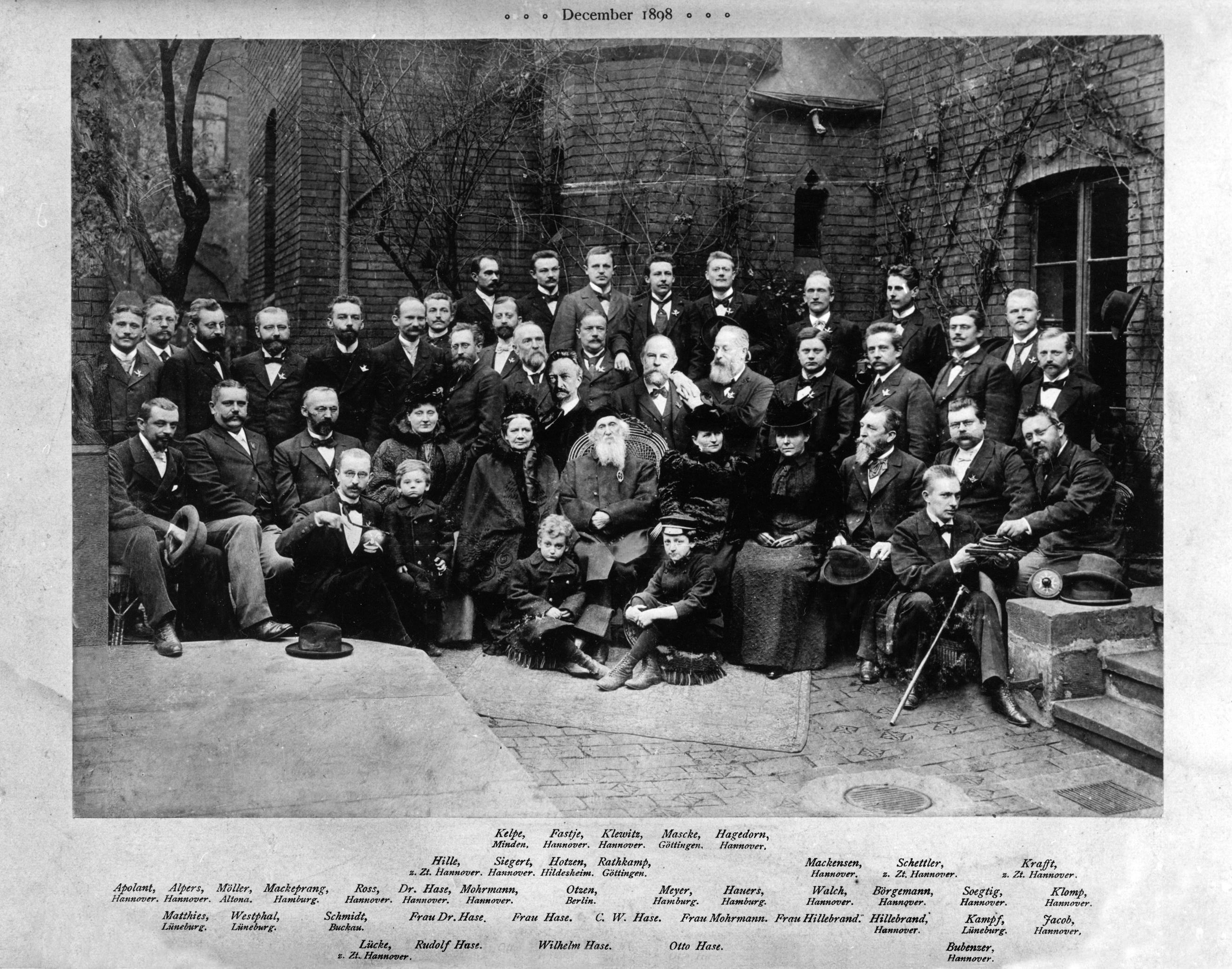
Conrad Wilhelm Hase im Kreise der Familie und ehemaliger Schüler, anlässlich des 80. Geburtstags, Dezember 1898

Hases 80. Geburtstag 1898 war Anlass für zahlreiche Ehrungen durch seine Schüler und Verehrer. Dabei wurde neben seiner schöpferischen Leistung auch seine persönliche Freundlichkeit und Heiterkeit hervorgehoben.

## Familie
Conrad Wilhelm Hase heiratete im September 1853 Agnes Maria Cornelia Leguinia Babnigg (1828–1865), eine Sängerin ungarischer Abstammung und Tochter des Schauspielers Anton Babnigg. Das Paar hatte mehrere Kinder:
- Antonie (1855–1906) ⚭ Freiherr Heinrich von Schmidt (1850–1928)
- Theodor (1856–1877)
- Rudolf (1861–1906), Physiker, Inhaber der Firma Dr. R. Hase, Institut für chemische und physikalische Apparate, Instrumente und Utensilien in Hannover, Vater des Physikers Rudolf Hase

Nachdem seine Frau nur 37-jährig gestorben war, heiratete er 1867 Ottilie Franziska Annette Amalie Berckelmann (1832–1920) aus Liebenburg. Diese Ehe blieb kinderlos.

## Stilprinzipien und Wirkung
Hases Architekturstil war von der mittelalterlichen Backsteingotik geprägt, wobei die Konstruktion der Gebäude und das verwendete – vorzugsweise heimische – Baumaterial für den Betrachter sichtbar bleiben sollten („Putz ist Lüge“). Hase plante mehr als 340 Bauwerke im Stil der Neugotik, darunter über 100 Sakralbauten. Die Gotik betrachtete er als den eigentlich christlichen Baustil. Hinzu kommen über 150 Restaurierungsprojekte und zahlreiche Veröffentlichungen zur Baugeschichte historischer Bauwerke.
Seine Backsteingotik, zuweilen etwas despektierlich als „Hasik“ bezeichnet, prägte das Stadtbild Hannovers und über seine Schüler (Karl Börgemann, Franz Ewerbeck, Friedrich Fahro, Christoph Hehl, Karl Henrici, Rudolph Eberhard Hillebrand, Georg Kegel, Gerhard Franz Langenberg, Wilhelm Lüer, Karl Mohrmann, Edwin Oppler, Johannes Otzen, Max Pommer, Paul Rowald, Eduard Wendebourg, Johannes Franziskus Klomp u. v. a.) zahlreiche weitere Orte nicht nur Norddeutschlands.
Viele öffentliche und private Bauten, Geschäftshäuser, Kirchen und Denkmäler blieben bis heute erhalten. Sein eigenes Haus aber, die sogenannte „Haseburg“, wurde im Zweiten Weltkrieg zerstört. Sein Grab befindet sich auf dem Stadtfriedhof Engesohde in Hannover. Hase war Ehrenbürger von Hildesheim, wo eine Straße nach ihm benannt ist. An einem Backstein-Gebäude in der Straße findet sich sein Porträtbildnis.

## Werk (Auswahl)
Die folgende Tabelle gibt eine Auswahl von Werken.
| Gebäudeart              | Art der Maßnahme                                 | Gebäude                                                     | Ort                                  | Beginn der Maßnahme | Ende der Maßnahme | Bemerkungen                                                                                                 |
| ----------------------- | ------------------------------------------------ | ----------------------------------------------------------- | ------------------------------------ | ------------------- | ----------------- | --- |
| Mausoleum               | Neubau                                           | Mausoleum Graf Carl von Alten                               | Hemmingen-Westerfeld                 |                     | 1842              | für den Grafen Carl von Alten; verfallen                                                                    |
| Forsthaus               | Neubau                                           | Forsthaus Georgsplatz                                       | Wennigsen (Deister)                  |                     | 1845              | Jagdschloss für Kronprinz Georg V.                                                                          |
| Bahnhof                 | Neubau                                           | Bahnhof Celle                                               | Celle                                | 1845                | 1847              | abgerissen                                                                                                  |
| Bahnhof                 | Neubau                                           | Bahnhof Wunstorf                                            | Wunstorf                             | 1847                | 1848              | |
| Bahnhof                 | Neubau                                           | Bahnhof Göttingen                                           | Göttingen                            |                     | 1854              | |
| Bahnhof                 | Neubau                                           | Bahnhof Salzderhelden                                       | Salzderhelden                        |                     | 1854              | |
| Kirche                  | Restaurierung                                    | Klosterkirche in Loccum                                     | Loccum                               | 1848                | 1855              | |
| Kirche                  | Neubau                                           | Kirche St. Marcus                                           | Wettmar                              | 1854                | 1855              | Sakralbau im Rundbogenstil danach Hinwendung zur Neugotik                                                   |
| Museum                  | Neubau                                           | Künstlerhaus Hannover                                       | Hannover                             | 1853                | 1856              | |
| Schloss                 | Neubau                                           | Schloss Oldershausen                                        | Kalefeld                             | 1853                | 1856              | Stammsitz der Familie von Oldershausen; verfällt                                                            |
| Kirche                  | Restaurierung                                    | St. Michaelis                                               | Hildesheim                           | 1855                | 1857              | |
| Kirche                  | Neubau                                           | Kirche zum Heiligen Kreuz                                   | Arpke bei Lehrte                     | 1857                | 1859              | |
| Kirche                  | Neubau                                           | Johannes-der-Täufer-Kirche                                  | Hilter am Teutoburger Wald           | 1857                | 1859              | |
| Bahnhof                 | Neubau                                           | Bahnhof Nordstemmen                                         | Nordstemmen                          | 1853                | 1860              | |
| Kirche                  | Neubau                                           | Dorotheenkirche                                             | Nortrup-Loxten                       | 1859                | 1860              | |
| Wohnhaus                | Neubau                                           | Hasenburg                                                   | Hannover                             | 1860                | 1861              | Im Zweiten Weltkrieg zerstört                                                                               |
| Kirche                  | Innenraumgestaltung                              | St.-Nikolai-Kirche                                          | Göttingen                            |                     | 1861              | |
| Wohn- und Geschäftshaus | Neubau                                           | Hase-Haus                                                   | Wennigsen                            |                     | 1862              | an der Hauptstraße                                                                                          |
| Kirche                  | Restaurierung                                    | St. Godehard                                                | Hildesheim                           | 1857                | 1863              | |
| Kirche                  | Neubau                                           | St. Trinitatis-Kirche                                       | Liebenburg                           | 1862                | 1863              | Der alte Kirchturm wurde in den Neubau integriert                                                           |
| Kirche                  | Neubau                                           | Stadtkirche St. Jakobi                                      | Elbingerode (Harz)                   |                     | 1863              | |
| Kirche                  | Restaurierung                                    | St. Clemens Romanus                                         | Marklohe                             | 1863                | 1864              | [ 6 ] |
| Schloss                 | Neubau                                           | Schloss Marienburg                                          | bei Nordstemmen                      | 1857                | 1864              | 1864–1867 von seinem Schüler Edwin Oppler vollendet                                                         |
| Kirche                  | Neubau                                           | Christuskirche                                              | Hannover                             | 1859                | 1864              | |
| Kirche                  | Neubau                                           | Sankt-Dionysius-Kirche                                      | Nettelrede                           | 1862                | 1864              | [ 7 ] |
| Kirche                  | Umbau                                            | Kirche St. Salvatoris                                       | Zellerfeld                           | 1863                | 1864              | |
| Schule                  | Neubau                                           | Schule Bordenau                                             | Bordenau                             | 1864                | 1864              | im Zweiten Weltkrieg beschädigt, danach Reparaturen und Umbauten; seit 1969 Nutzung für kommunale Zwecke    |
| Mausoleum               | Neubau                                           | westlicher Anbau an den Turm der St. Clemens Romanus Kirche | Marklohe                             | um 1864             | um 1864           | für die Familie von Arensdorff                                                                              |
| Kirche                  | Umfassende Neugestaltung                         | St.-Johannis-Kirche                                         | Lüchow                               | 1866                | 1866              | [ 8 ] |
| Kirche                  | Umgestaltung                                     | Johannes-der-Täufer-Kirche                                  | Uetze                                | 1865                | 1867              | Überformung des früheren Gotteshauses                                                                       |
| Kirche                  | Neubau                                           | St.-Georg-Kirche                                            | Eitzendorf (Hilgermissen)            | 1866                | 1867              | , Modell auf der Weltausstellung 1893 in Chicago                                                            |
| Turm der Kirche         | Neubau                                           | Kirche Horst                                                | Horst bei Garbsen                    | 1866                | 1867              | |
| Kirche                  | Neubau                                           | St. Georg                                                   | Wanna (Samtgemeinde Land Hadeln)     | 1866                | 1867              | |
| Kirche                  | Neubau                                           | Katholische Kirche „Zu den heiligen Engeln“                 | Peine                                | 1866                | 1868              | |
| Schule                  | Neubau                                           | Schule Bakede                                               | Bakede                               |                     | 1868              | unklar, ob Pläne jemals ausgeführt wurden                                                                   |
| Schule                  | Neubau                                           | Andreanum                                                   | Hildesheim                           | 1866                | 1869              | |
| Kirche                  | Neubau                                           | St.-Elisabeth-Kirche                                        | Langenhagen                          | 1867                | 1869              | |
| Kirche                  | Neubau                                           | St.-Martin-Kirche                                           | Markoldendorf                        | 1867                | 1869              | |
| Schloss                 | Neubau                                           | Schloss Vollenschier                                        | Vollenschier                         |                     | 1869              | |
| Kirche                  | Renovierung und komplette Innenraum-Umgestaltung | Stiftskirche St. Mauritius und St. Viktor                   | Bassum                               | 1865                | 1870              | |
| Kirche                  | Restaurierung                                    | Kirche St. Nikolai                                          | Lüneburg                             | 1865                | 1871              | |
| Kirche                  | Neubau                                           | St. Nicolai                                                 | Hagenburg-Altenhagen                 | 1869                | 1871              | |
| Kirche                  | Neubau                                           | Liebfrauenkirche                                            | Kalefeld                             | 1870                | 1872              | |
| Kirche                  | Restaurierung                                    | St.-Magnus-Kirche                                           | Beber                                | 1871                | 1872              | |
| Schule                  | Neubau                                           | Domgymnasium                                                | Verden (Aller)                       | 1871                | 1872              | [ 10 ] |
| Mausoleum               | Neubau                                           | Mausoleum im Schlosspark                                    | Etelsen                              |                     | 1873              | |
| Schule                  | Neubau                                           | Schule Bad Münder                                           | Bad Münder                           | 1873                | 1874              | heute DRK-Verwaltungsgebäude (Deutsches Rotes Kreuz), Kreisverband Hameln-Pyrmont                           |
| Kirche                  | Restaurierung                                    | Münsterkirche St. Bonifatius                                | Hameln                               | 1870                | 1875              | |
| Kirche                  | Neubau                                           | Christuskirche                                              | Bremerhaven-Geestemünde              | 1872                | 1875              | |
| Kirche                  | Umbau                                            | Marienkirche                                                | Bremerhaven-Geestemünde              | 1872                | 1875              | |
| Kirche                  | Neubau                                           | Matthäuskirche                                              | Lehrte                               | 1874                | 1876              | |
| Kirche                  | Neubau                                           | St.-Jakobi-Kirche                                           | Wietzendorf                          | 1874                | 1876              | 1956/57 innen von Rudolf Schäfer umgestaltet                                                                |
| Kirche                  | Neubau                                           | Gustav-Adolf-Kirche                                         | Gieboldehausen                       |                     | 1877              | [ 11 ] |
| Kirche                  | Neubau                                           | Gutskirche Vollenschier                                     | Vollenschier                         | 1875                | 1878              | |
| Kirche                  | Neubau                                           | Lutherkirche                                                | Georgsmarienhütte                    | 1877                | 1878              | Planerisch identisch mit der St.-Lukas-Kirche in Lauenau                                                    |
| Kirche                  | Neubau                                           | St.-Mauritius-Kirche                                        | Görsbach                             | 1877                | 1878              | |
| Kirche                  | Neubau                                           | St.-Lukas-Kirche                                            | Lauenau                              | 1877                | 1878              | Planerisch identisch mit der Lutherkirche in Georgsmarienhütte                                              |
| Kirche                  | Erweiterung                                      | St.-Antonius-Kirche                                         | Immensen                             | 1877                | 1878              | |
| Bahnhof                 | Neubau                                           | Centralbahnhof Oldenburg                                    | Oldenburg                            |                     | 1879              | 1913 abgerissen                                                                                             |
| Kirche                  | Restaurierung                                    | Frankenberger Kirche                                        | Goslar                               | 1873                | 1880              | |
| Kirche                  | Neubau                                           | Zionskirche/Erlöserkirche                                   | Hannover                             | 1878                | 1880              | |
| Kirche                  | Neubau                                           | Johanneskirche                                              | Tostedt                              | 1878                | 1880              | |
| Rathaus                 | Restaurierung eines ehemaligen Wohnturms         | von Hollesches Haus                                         | Wunstorf                             | 1880                | 1881              | |
| Rathaus                 | Restaurierung                                    | Altes Rathaus                                               | Hannover                             | 1877                | 1882              | |
| Kapelle                 | Neubau                                           | St.-Barbara-Kirche                                          | Harenberg bei Seelze                 | 1882                | 1882              | |
| Kapelle                 | Neubau                                           | Georgskapelle                                               | Bishausen, Flecken Nörten-Hardenberg | 1882                | 1883              | |
| Kirche                  | Neubau                                           | Apostelkirche                                               | Hannover                             | 1880                | 1884              | |
| Kirche                  | Neubau                                           | St.-Antonius-Kirche                                         | Fintel                               | 1882                | 1884              | |
| Kirche                  | Neubau                                           | Gutskirche Schönfeld                                        | Schönfeld (Bismark)                  | 1883                | 1885              | seit 1976 Leerstand und Verfall, Innenausstattung größtenteils zerstört                                     |
| Kirche                  | Neubau                                           | Martinskirche                                               | Bernburg (Saale)                     | 1884                | 1887              | 2006–2007 Umbau und Erweiterung der Kirche zu Grundschule, Hort und Kindergarten (Martinszentrum Bernburg)  |
| Kirche                  | Neubau                                           | St.-Martini-Kirche                                          | Rhüden                               | 1885                | 1888              | Erster Entwurf: 1867, nicht ausgeführt, zweiter Entwurf: 14. November 1881, genehmigt am 22. September 1884 |
| Kirche                  | Restaurierung                                    | Romanische Sigwardskirche                                   | Idensen                              | 1889                | 1890              | Bestandssicherung von Ornamentenresten mit Teilfreilegung                                                   |
| Rathaus                 | Erweiterung                                      | Altes Rathaus                                               | Hannover                             | 1890                | 1891              | |
| Kirche                  | Neubau                                           | Erlöserkirche                                               | Berlin-Rummelsburg                   | 1890                | 1892              | |
| Kirche                  | Erweiterung                                      | Johannes-der-Täufer-Kirche                                  | Mellinghausen                        |                     | 1893              | |
| Kirche                  | Neubau                                           | Martin-Luther-Kirche                                        | Twistringen                          | 1893                | 1894              | |
| Kirche                  | Neubau                                           | Nicolaikirche                                               | Kaltendorf, später Oebisfelde        |                     | 1894              | 1977 profaniert                                                                                             |
| Kirche                  | Neubau                                           | Kreuzkirche                                                 | Lindau (Eichsfeld)                   | 1894                | 1895              | |
| Kirche                  | Neubau                                           | Christuskirche                                              | Krummasel                            |                     | 1895              | |
| Kirche                  | Neubau                                           | Kirche Dedensen                                             | Dedensen                             | 1897                | 1898              | |

## Galerie

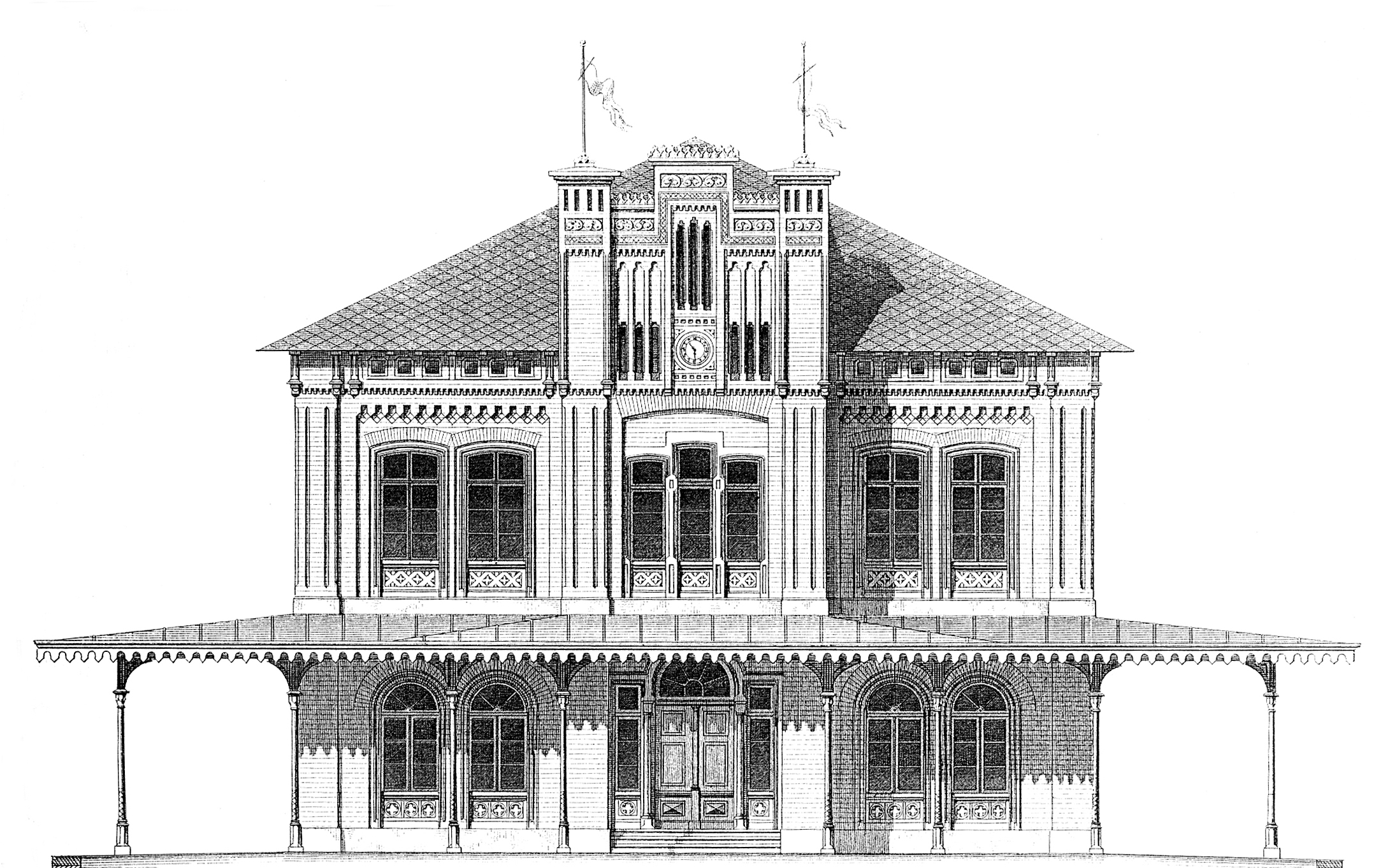
Bahnhof Nordstemmen, für den König bestimmtes südliches Bahnhofsgebäude, Werkzeichnung von C. W. Hase, 1853
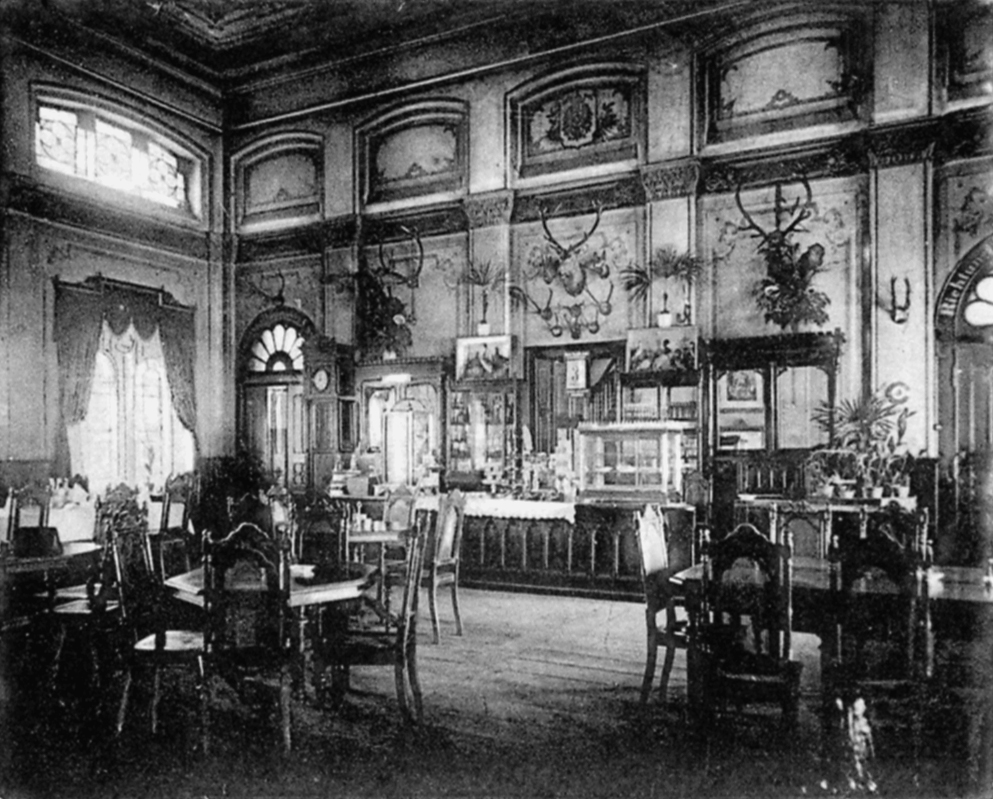
Neugotischer Warteraum im Bahnhofsgebäude Nordstemmen, 1858 bis 1860 von Hase ausgestaltet
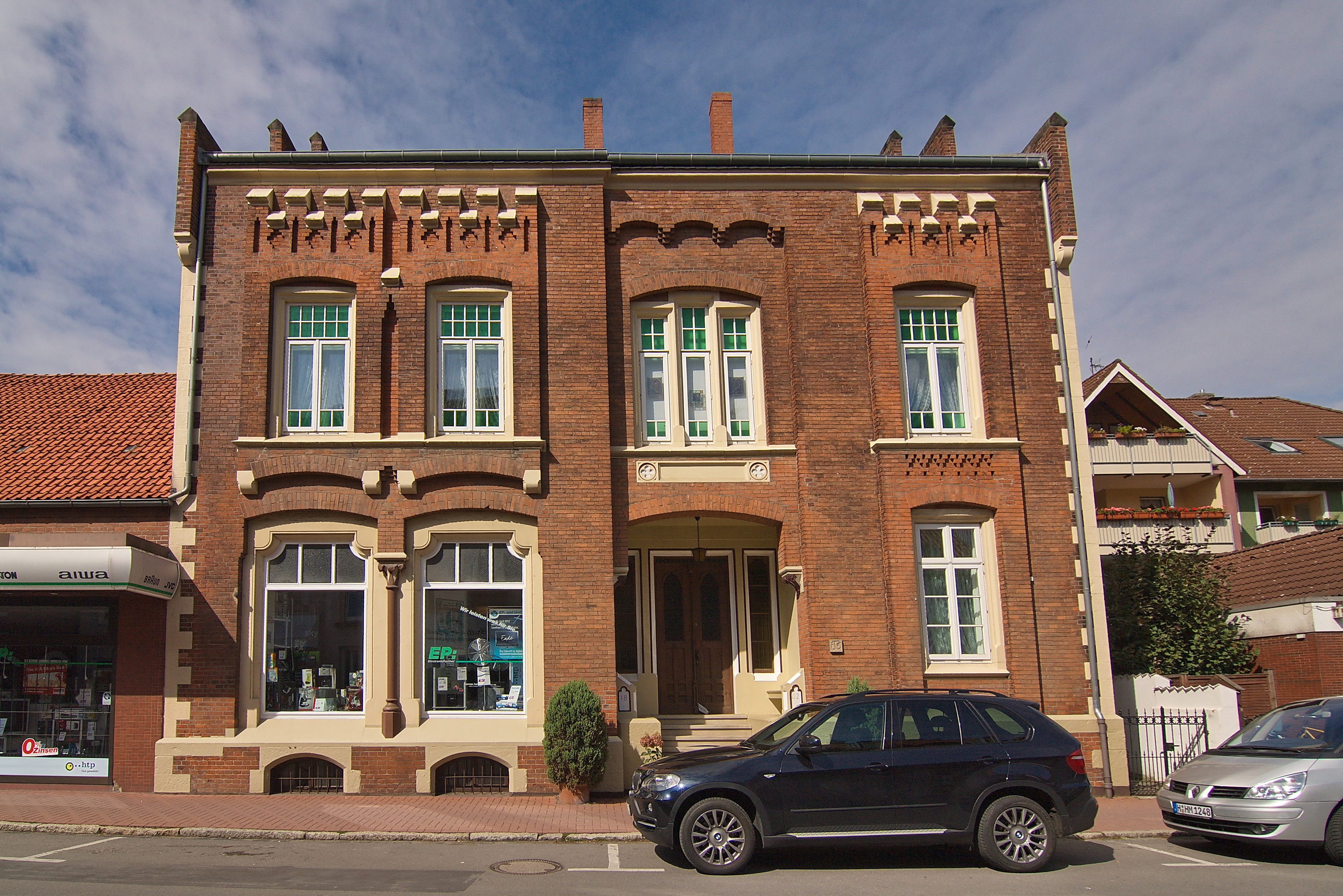
Wohnhaus von 1862
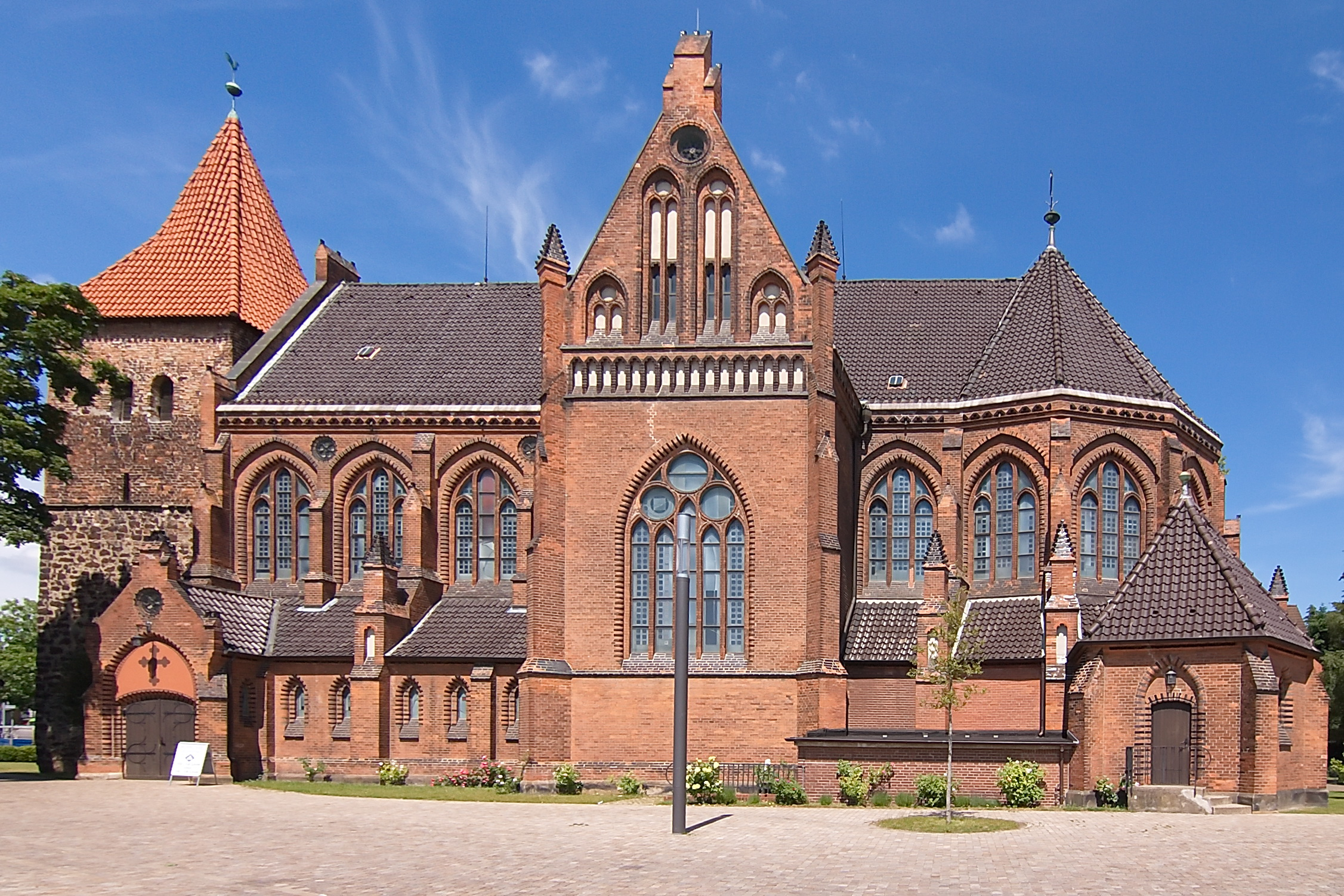
Elisabethkirche in Langenhagen, 1867/1869
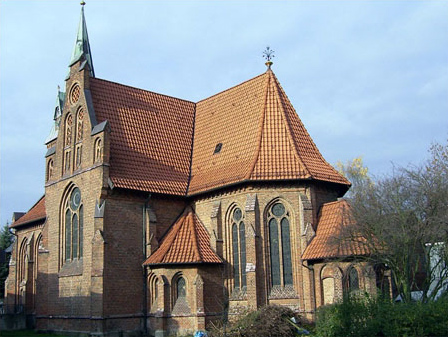
St.-Lukas-Kirche in Lauenau, 1877/78
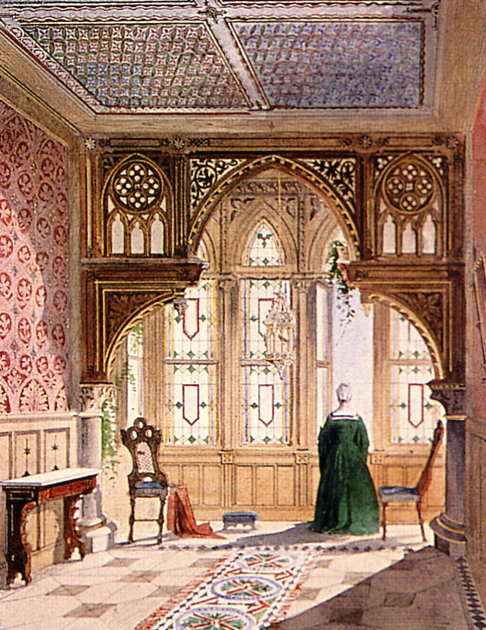
Salon der Hofdamen in Schloss Marienburg; 1862/63 von Hase ausgeführt, 1865 von Edwin Oppler abgerissen
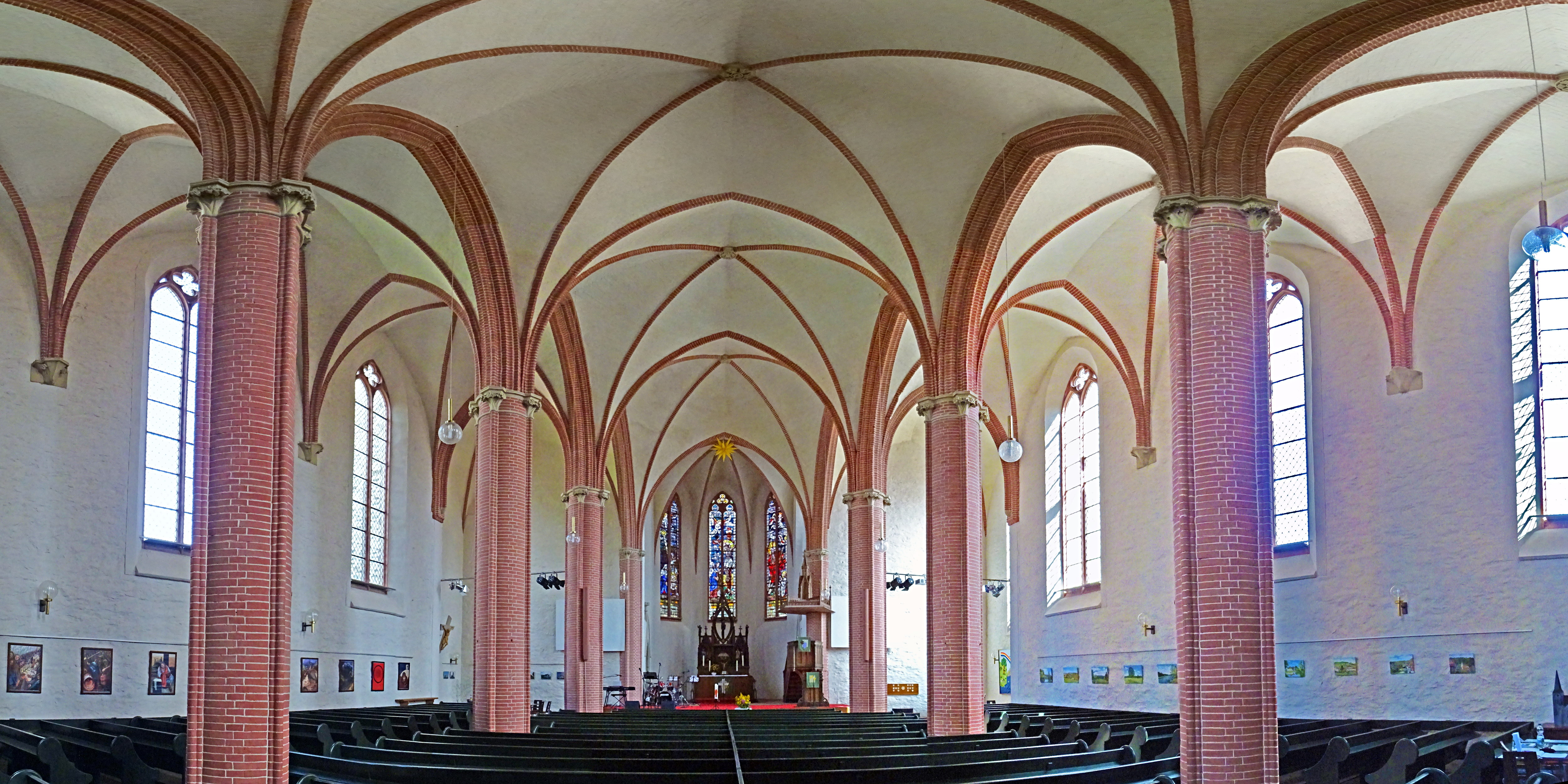
Neugotische Stadtkirche St. Jakobi (Elbingerode) nach Plänen von Hase 1863 erbaut
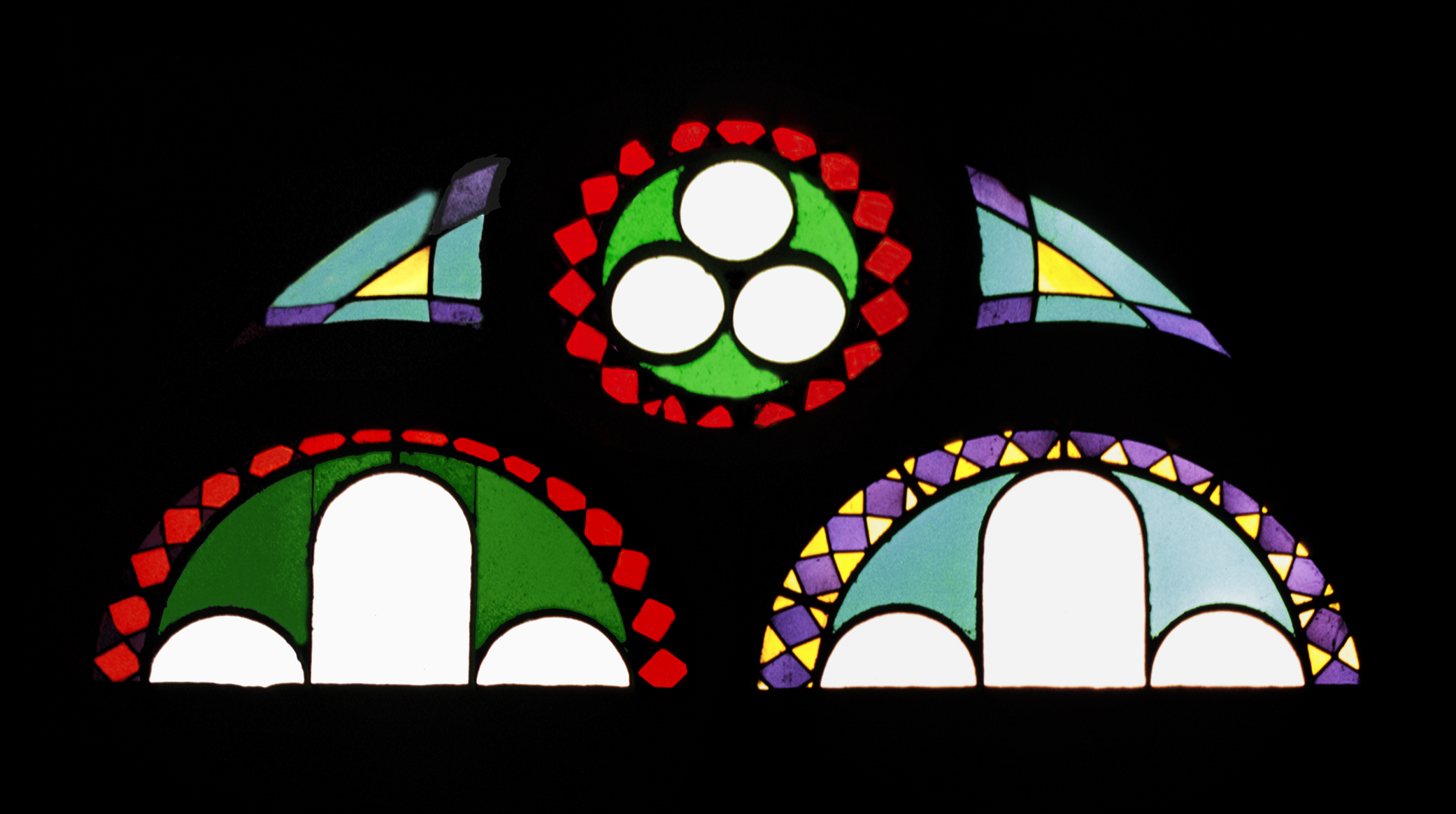
Bleiverglastes Fenster von Hase aus dem Jahr 1854 über dem westlichen Doppelportal des Empfangsgebäudes vom Bahnhof Nordstemmen
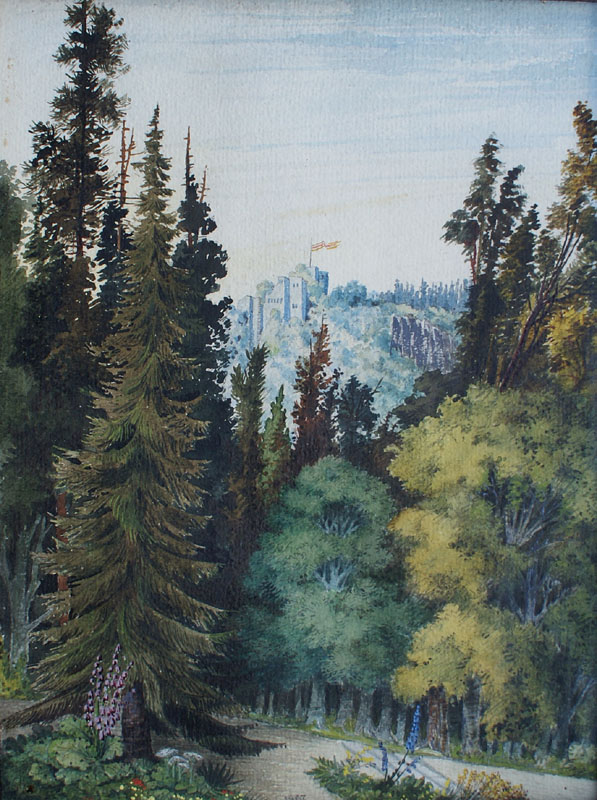
Spätes Aquarell von C. W. Hase, datiert am 31. Oktober 1893 bei Baden-Baden (Privatbesitz)
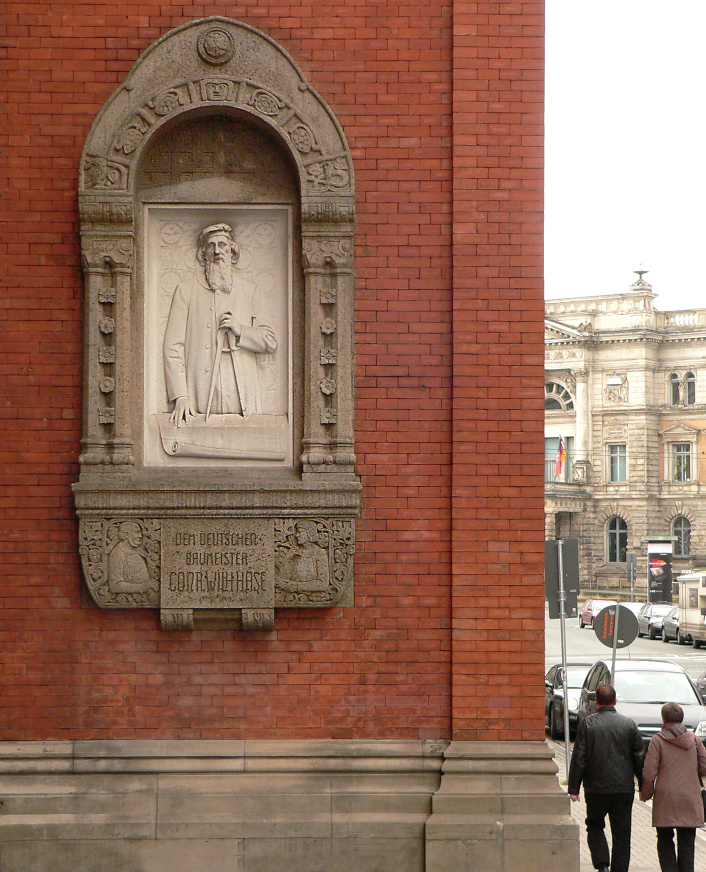
Darstellung am von ihm entworfenen Künstlerhaus Hannover

## Schriften
Zahlreiche Aufsätze in: Die mittelalterlichen Baudenkmäler Niedersachsens, Hannover: Carl Rümpler, Band 1 (1861)

## Ehrungen
- 1856 Goldene Ehrenmedaille für Kunst und Wissenschaft
- 1864 Guelphen-Orden IV. Klasse
- 1874 Ehrenmitglied des Lokal-Baugewerksmeister-Vereins für die Stadt Hannover und Umgebung
- 1876 Ehrenmitglied des Architekten- und Ingenieur-Vereins zu Hannover
- 1879 Preußischer Kronenorden III. Klasse
- 1881 Ehrenmitglied des Museums-Vereins für das Fürstentum Lüneburg
- 1888 Norwegischer Sankt-Olav-Orden II. Klasse
- 1888 Ehrenmitglied der Akademie zu Stockholm
- 1888 Ehrenbürgerwürde der Stadt Einbeck
- 1888 Ehrenbürgerwürde der Stadt Hildesheim
- 1889 Preußischer Kronenorden III. Klasse
- 1892 Ehrenmitglied des Kunstvereins zu Hannover
- 1892 Komturkreuz II. Klasse des Sächsisch-Ernestinischen Hausordens
- 1893 Ehrenmitglied der Vereinigung Berliner Architekten
- 1894 Roter Adlerorden II. Klasse

Im einhundertsten Todesjahr 2002 wurde eine Ausstellung zum Leben und Wirken Conrad Wilhelm Hases in der Christuskirche gezeigt. Aufgrund der positiven Resonanz dieser Veranstaltung und im Hinblick auf die anstehende 150-Jahr-Feier wurde 2007 der Kirchenvorplatz in Conrad-Wilhelm-Hase-Platz umbenannt. Daneben gibt es Pläne, das vom Abriss bedrohte Bahnhofsgebäude in Nordstemmen zu renovieren und zu einer musealen Gedenkstätte für den Erbauer Conrad Wilhelm Hase auszugestalten.

## Zitate
mit Bezug auf Conrad Wilhelm Hase:
- „Will man Hase mit wenigen Worten kennzeichnen, dann muß man sagen: Er war im Schaffen ein Mann, im Frohsinn ein Jüngling und im Gemüthe ein Kind.“ – Karl Mohrmann, Nachruf auf Conrad Wilhelm Hase, 1902.

mit Bezug auf die eigene Lehre:
- „Putz ist Lüge.“
- „Wir wollen echt und schön schaffen.“
- „Wir wollen Wahrheit üben in der Kunst.“
- „Die Kunst sei ohne Lug und Trug.“

Persönlicher Hausspruch:

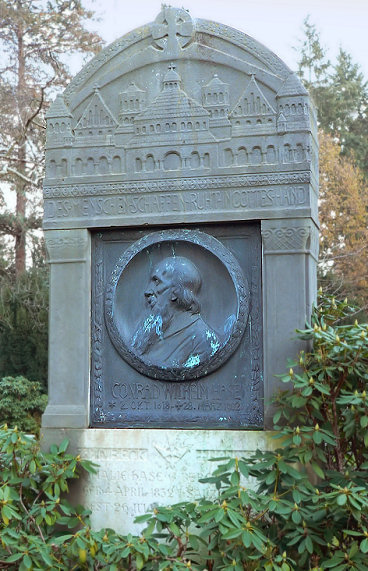
Grabmal auf dem Friedhof Engesohde

- „Ein jeder baut nach seiner Nase, Ich heiße Conrad Wilhelm Hase. Wer bauen will an off’ner Straßen, muss Neider und Narren tadeln lassen. Wer dieses Haus hier tadeln will, der stehe nur ein wenig still, und sage ohne Schmeichelei, ob wohl das seine besser sei. Und ob mein Haus Euch nicht gefällt, es kostet mein nicht Euer Geld.“

Persönliche Grabinschrift:
- Des Menschen Schaffen ruht in Gottes Hand – Grab auf dem Stadtfriedhof Engesohde

über das Schaumburger Land, das Hase 1855 bereiste:
- Das ganze Ländchen gleicht einem prachtvollen Garten, und das freundliche „Guten Morgen!“ einer Schar Kirchgängerinnen in vollem altertümlichen Sonntagsputze versetzt uns in das Land unserer kindlichen Traumwelt.

## Schüler
- Julius Rasch (1830–1887)
- Edwin Oppler (1831–1880)
- Heinrich August Anton Gerber (1831–1920)
- Joachim Herrmann Evers (1838–1905)
- Franz Ewerbeck (1839–1889)
- Johann Mathias von Holst (1839–1905)
- Alexander Behnes (1843–1924)
- Werner Söchtig (1845–1907)
- Wilhelm Walter (1850–1914)
- Carl Leopold Voss (1850–1937)
- Wilhelm Müller (1851–1928)
- Georg Fröhlich (1853–1927)
- Albert Winkler (1854–1901)
- Georg Kegel (1857–1912)
- Emil Friede (1857–1947)
- Richard Kampf (1859–1919)
- Friedrich Wilhelm Karl Jacob (1850–1906)

### Zur Biografie
- Karl Mohrmann: Conrad Wilhelm Hase. In: Hannoversche Geschichtsblätter. 1902 (auch als Sonderdruck Hannover 1902).
- Karl Mohrmann: Aus dem Leben eines deutschen Künstlers. In: Centralblatt der Bauverwaltung. Berlin, April 1902.
- Wilhelm Rothert: Allgemeine Hannoversche Biografie Band 1: Hannoversche Männer und Frauen seit 1866, Sponholtz, Hannover 1912, S. 148–155.
- Paul Trommsdorff: Der Lehrkörper der Technischen Hochschule Hannover 1831–1931. Hannover, 1931, S. 93.
- Emil Jörns: Die Familie des Erbauers der Marienburg Conrad Wilhelm Hase. In: Norddeutsche Familienkunde, 5. Jg. 1956, Seite 41f.
- Hans Reuther: Hase, Konrad Wilhelm. In: Neue Deutsche Biographie (NDB). Band 8, Duncker & Humblot, Berlin 1969, ISBN 3-428-00189-3, S. 22 (Digitalisat).
- Günther Kokkelink; Monika Lemke-Kokkelink: Baukunst in Norddeutschland. Architektur und Kunsthandwerk der Hannoverschen Schule 1850–1900. Schlüter, Hannover 1998, ISBN 3-87706-538-4. (Biografie, Werkübersicht: S. 531–532).
- Helmut Knocke: Hase, Conrad Wilhelm. In: Dirk Böttcher, Klaus Mlynek, Waldemar R. Röhrbein, Hugo Thielen: Hannoversches Biographisches Lexikon. Von den Anfängen bis in die Gegenwart. Schlütersche, Hannover 2002, ISBN 3-87706-706-9, S. 153–154 (Google-Books).

### Werkverzeichnis
- Günther Kokkelink und Monika Lemke-Kokkelink: Conrad Wilhelm Hase 1818–1902, Gründer der Hannoverschen Architekturschule. Ausstellung zum 100. Todestag im Stadtarchiv Hannover 2002. (Werkverzeichnis, Stand: Februar 2002, mit Lebensdaten und Literaturangaben.)
- Conrad Wilhelm Hase. Baumeister des Historismus. Ausstellungskatalog. Historisches Museum am Hohen Ufer, Hannover 1968. (Werkverzeichnis mit Lebensdaten und Literaturangaben.)

### Zeitgenössische Schriften
- Deutsche Bauzeitung, 32. Jahrgang (1898): Die Feier von C. W. Hase's 80. Geburtstag (über HathiTrust):
  - Teil 1, Nr. 103, S. 660–663
  - Teil 2, Nr. 104, S. 666–668
  - Teil 3, Nr. 105, S. 672–677[12]

### Sonstige
- Gustav Schönermark: Die Architektur der Hannoverschen Schule. 7 Bände, Hannover, 1888–1895.
- Paul Trommsdorff: Der Lehrkörper der Technischen Hochschule Hannover 1831–1931. Hannover 1931, S. 93f.
- Günther Kokkelink: Die Neugotik Conrad Wilhelm Hases: Eine Spielform des Historismus. 1. Teil: 1818–1859. In: Hannoversche Geschichtsblätter, Neue Folge, Band 22, Heft 1/3, ISSN 0342-1104, Hannover 1968, DNB 481563008 (Dissertation Technische Universität Hannover, Fakultät für Bauwesen, 11. Juli 1968, 211 Seiten).
- Günther Kokkelink: Der Kirchenbau des Conrad Wilhelm Hase und seiner Schüler in Hannover. In: Geschichten um Hannovers Kirchen. Studien, Bilder, Dokumente. Lutherhaus-Verlag, Hannover 1983; S. 113–117.
- Franz Rudolf Zankl (Hrsg.): Glückwunschkarte des Kunstgewerbevereins für Conrad Wilhelm Hase zum 80. Geburtstag, mit den Unterschriften der Mitglieder, in: Hannover Archiv, Blatt K 19
- Gunther Schendel: Haus voller Himmel. Die St.-Jakobi-Kirche in Wietzendorf/Lüneburger Heide, Wietzendorf 2000 (zu Hase und dem Wietzendorfer Hase-Bau S. 26–38).
- Nadine Pflüger, Werner Beermann: Der Architekt Conrad Wilhelm Hase und seine Bauten aus früher Zeit. Die Bahnhöfe Elze und Nordstemmen. Heft 7 der Schriftenreihe des Heimat- und Geschichtsvereins Elze und seiner Ortsteile e. V. Elze 2007.
- Markus Jager, Thorsten Albrecht, Jan Willem Huntebrinker (Hrsg.): Conrad Wilhelm Hase (1818–1902): Architekt, Hochschullehrer, Konsistorialbaumeister, Denkmalpfleger. Petersberg 2019.